# Grad Stari Pfanberg
Grad Pfanberg je bil srednjeveški grad, imenovan tudi Stari-Pfanberg, ki se je nahajal v sedanji občini Frohnleiten  na avstrijskem Štajerskem. Verjetno so ga v začetku 13. stoletju zgradili svobodni gospodje Pegavski kot izvorni grad sedeža njihove veje Pfanberških grofov. V ruševine je bil prepuščen sredi 17. stoletja. 

## Lokacija
Ruševine gradu se nahajajo jugovzhodno od Frohnleitena v katastrskem okrožju Pfanberg. Obsežne ruševine gradu ležijo na drevoredovem vrhu hriba, ki se s treh strani strmo spušča. Na južni strani ga od vznožja Hochtrötsch loči globoko zarezano sedlo. Tukaj je bila stara mlekarna.

## Zgodovina
Grad Pfannberg je bil eden najpomembnejših gradov v dolini Mure. Okolica je v 12. stoletju pripadala visokim svobodnjakom St. Dioniško - Gutenberških. Proti koncu stoletja je prišel v last opatije Goess. Da bi se izognili konfliktu z visokimi svobodnjaki iz Pegava, ki so uveljavljali svoje pravice do tega območja, jih je samostan podelil to posest. Vsekakor je bil njihov lasten grad Pegavskih premajhen. V začetku 13. stoletja so na strateško legi postavili grad Pfanberg. Leta 1214 je bil prvič omenjen graščak »Wichart von Pfannenberch«. Pegavski oziroma ena družinska linija se je kmalu poimenovala po svojem novem gradu. Grof Ulrik I. Pfanberški se pojavi leta 1237 med privrženci cesarja Friderika II. Menda se je zanj boril proti vojvodi Frideriku II. Prepirljivcu in za nagrado prejel naziv grofa in novo ime. Leta 1241 se je boril tudi proti Tatarom in pet let pozneje sodeloval v bitki pri Leithi. Grofa Bernard in Henrik Pfanberška sta sodelovala v pohodu kralja kralju Otokarju II. Přemyslu proti poganskim Prusom. Leta 1268 so grofje Pfanberški skupaj z drugimi štajerskimi plemiči sodelovali v uporu proti češkemu kralju. Pri tem so Henrika ujeli in eno leto je bil v ječi v Breslavu. Da bi bil izpuščen, je moral Bernard končno odstopiti svoje gradove češkemu kralju Otokarju II.. Leta 1271 jih je prejel nazaj. Leta 1276 je štajersko plemstvo podprlo Rudolfa I. Habsburškega. Tam je bil tudi Bernard Pfanberški. V zahvalo je dobil najvišjo sodniško funkcijo. Leta 1292 je prišlo do druge plemiške zarote, tokrat proti vojvodi Albrehtu I. Ko je bil upor zatrt je to Ulrika IV. Pfanberškega stalo nekaj gradov. Vendar mu je bilo dovoljeno obdržati svojo drugo lastnino in predvsem Pfanberg. Zaradi finančnih razlogov je moral svoj grad prednikov leta 1308 zastaviti Ulriku Walseejskemu. Potem ko so leta 1362 Pfanberški grofje v moški liniji izumrli z grofom Ivanom (Hansom), je Ivanova vdova dobila posest Pfanberga, preostalo premoženje pa je pripadlo njeni hčerki Margareti.
Leta 1373 sta se poročili z grofoma Wilhelmom in Hugom von Montfort-Bregenzom. Za upravljanje Pfanberga so bili imenovani gradiščani. Ti so se začeli s širitvijo gradu. Tu je morda nekaj časa živel minesenger Hugo Montfortski, ki je bil od leta 1415 tudi štajerski guverner. V grajski kapeli je ustanovil večno mašo za zveličanje svoje duše. Leta 1450 sta grofa Herman in Janez Montfortska za dediče imenovala kralja Friderika III. Če ni bil grad zastavljen, so ga potem upravljali knežji oskrbniki. Med zastavnimi upniki sta bila Sigmund von Dietrichstein (1524) in Viljem Herbersteinski (1537). Leta 1570 je to bil nadvojvoda Karl II. V tem času je bil grad že močno zanemarjen. Leta 1599 ga je nadvojvoda Ferdinand prodal dvornemu podkanclerju Wolfgangu von Jöchlingerju. Takrat je bila napol ruševina še vedno namenjena gasilskemu domu. Leta 1628 je istoimenski sin Wolfganga Jöchlingerja uspel odkupiti suvereno pravico do ponovnega odkupa in Pfanberg pridobiti kot svojo last. Je pa svoje bivališče že preselil na dvorec Grafendorf, ki so ga razširili v grad. Pfanberg je ostal v lasti družine Jöchling do leta 1736, ko je prešel na Franza Antona Edlerja von Saffrana. Ustanovil je plemiško bivališče v Grafendorfu, ki se je od takrat imenovalo Neu-Pfannberg. Njegov sin Johann Nepomuk je leta 1769 prodal gospostvo Johannu Paulu Wildburgu. Naslednje, hitro spreminjajoče se lastnike Josefa Graf Khevenhüller (1803), Andréja Edler von Leonardé (1812), Josefa von Luchsensteina (1813) in Niklasa Fürsta Esterhazyja (1814) je zanimalo predvsem lastništvo gozdov. Slednji je posestvo zapustil svojim nezakonskim otrokom Nikolausu, Natalie in Virginie von Plaideux, ki so ga leta 1835 prodali Ferdinandu princu Lobkowitzu. Prek svojih dedičev je Pfanberg leta 1872 prešel na barona Franza Mayr-Melnhofa in nato po dedovanju na družino Goess-Saurau, ki se danes imenuje Mayr-Melnhof-Saurau. Po letu 1958 so ostanke zidov očistili ruševin in rastlinja. Vzdrževalna dela so se nadaljevala do danes. 